# La pèrdua
"La pèrdua" (títol original en anglès "The Loss") és el desè episodi de la quarta temporada de la sèrie de televisió de ciència-ficció estatunidenca Star Trek: La nova generació, i el 84è de tota la sèrie. Es va emetre originalment en redifusió als Estats Units el 31 de desembre de 1990. Va ser dirigit per Chip Chalmers.
Ambientada al segle XXIV, la sèrie segueix les aventures de la tripulació de la nau de la Flota Estel·lar de la Federació Enterprise-D sota el comandament del capità Jean-Luc Picard. En aquest episodi, l'USS Enterprise' queda atrapat dins d'un camp de formes de vida bidimensionals, mentre que la Consellera Troi lluita amb la pèrdua sobtada inesperada de les seves habilitats empàtiques.

## Argument
Viatjant per l'espai profund,  l’ Enterprise s'atura per investigar un estrany fenomen de lectures de sensors fantasma. Mentrestant, la consellera de la nau Deanna Troi experimenta dolor i perd el coneixement quan les seves habilitats empàtiques deixen de funcionar de sobte.
La tripulació descobreix que no pot reprendre el rumb, ja que l'Enterprise es veu atrapada en un grup de formes de vida bidimensionals.
Sense els seus poders, Troi pateix una tremenda sensació de pèrdua, i passa per diverses etapes psicològiques clàssiques, incloent la negació, la por i la ira. En última instància, malgrat la tranquil·litat dels seus amics, dimiteix com a consellera de la nau, creient que sense les seves habilitats empàtiques no pot exercir les seves funcions.
El comandant Data i el comandant Riker determinen que les criatures bidimensionals es dirigeixen cap a una corda còsmica, amb l'Enterprise a remolc, i que un cop arribin a la corda la nau es trencarà. En adonar-se que la pèrdua de Troi i la situació de la nau estan relacionades d'alguna manera, el capità Picard li suplica que intenti comunicar-se amb les estranyes criatures.
Després d'intentar advertir a les criatures del perill que suposa la corda còsmica, Troi planteja que estan buscant la corda còsmica de la mateixa manera que una arna és atreta per una flama. A partir d'aquesta hipòtesi, Data simula la vibració d'una corda còsmica, utilitzant el plat deflector en una posició molt darrere de l' Enterprise. Les simulacions eventualment fan que les criatures inverteixin el seu rumb breument, trencant el seu impuls el temps suficient per permetre que l' "Enterprise" s'alliberi.
Alliberat de la influència de les criatures bidimensionals, la capacitat empàtica de Troi es restaura. Ella descobreix que els seus poders mai es van perdre, sinó que es van veure aclaparats per les fortes emocions de les criatures bidimensionals. Troi torna al seu antic treball amb una confiança renovada.

## Repartiment i doblatge al català
La sèrie va ser doblada al català pels estudis Tramontana (primera part) i Soundtrack (segona part) i emesa a TV3 l’any 1991. Els dobladors de l'episodi foren:
| Personatge      | Actor/actriu    | Veu en català            |
| --------------- | --------------- | ------------------------ |
| Jean-Luc Picard | Patrick Stewart | Joan Crosas              |
| William Riker   | Jonathan Frakes | Antoni Forteza           |
| Data            | Brent Spinner   | Joaquim Sota             |
| Geordi La Forge | LeVar Burton    | Aleix Estadella          |
| Worf            | Michael Dorn    | Enric Arquimbau          |
| Beverly Crusher | Gates McFadden  | Aurora Garcia            |
| Deanna Troi     | Marina Sirtis   | Victòria Pagès           |
| Guinan          | Whoopi Goldberg | Montserrat Garcia Sagués |
| Janet Brooks    | Kim Braden      | Teresa Manresa           |
| Tess Allenby    | Mary Kohnert    | Isabel Muntaner          |

## Producció

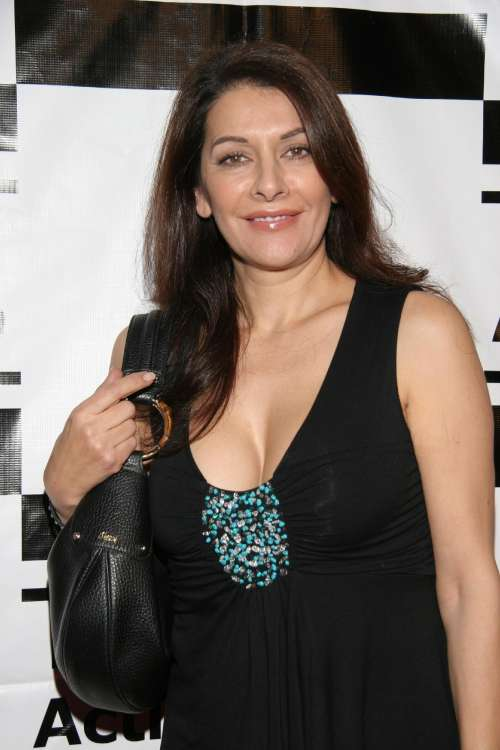
Marina Sirtis interpreta a Troi, un mig betazoide que normalment té habilitats telepàtiques; en aquest episodi ha de fer front a la pèrdua d'aquest

Aquest episodi va ser escrit en general per Hilary J. Bader. Bader va començar com a becari d'escriptura de la temporada 3 de TNG, i també escriuria per a "Plana oculta" i un altre episodi "El culte a l'heroi" (3 en total per a TNG). El teleplay fou escrit per  Hilary J. Bader, Alan J. Alder, i Vanessa Greene.
La idea d'un episodi en què Deanna Troi perdria les seves habilitats empàtiques s'havia suggerit diverses vegades abans. Al productor Rick Berman en particular li va agradar la idea. A la quarta temporada, el productor creador Michael Piller finalment va acceptar, ja que en aquell moment encara es necessitava un episodi centrat en Troi. Segons Piller, es va considerar breument si la pèrdua de les habilitats de Troi hauria de ser permanent.

## Recepció
Keith DeCandido el va valorar a tor.com l'any 2012 com un episodi bastant mitjà de Star Trek: La nova generació, que, malauradament, només ofereix un problema força avorrit i podria haver estat molt millor si la pèrdua d'empatia de Troi hagués estat permanent. L'episodi podria haver contribuït al desenvolupament del personatge de Troi, però en canvi es tractava només d'una sèrie d'escenes en què Troi es mostrava rancuniosa amb les persones que volien oferir-li ajuda. DeCandido també va trobar la història dels éssers bidimensionals força avorrida, perquè a part de la idea bàsica, no oferia res interessant. Va destacar l'aspecte positiu que Troi finalment va poder fer la seva feina real com a consellera en aquest episodi.
El 2019, ScreenRant el va classificar com el 8è pitjor episodi de Star Trek: The Next Generation segons les puntuacions d'IMDB, que era 6 sobre 10 en aquell moment.
El 2020, Syfy va destacar aquest episodi per al personatge de Troi, assenyalant com li proporciona "moments dramàtics de crisi" en lloc d'haver d'oferir consells als altres.

## Llançament en mitjans domèstics
"La pèrdua" es va publicar amb la caixa del DVD de la quarta temporada de Star Trek: La nova generació, llançat als Estats Units el 3 de setembre de 2002.
El 23 d'abril de 1996, els episodis "La pèrdua" i "Missió final" van ser llançats en LaserDisc als Estats Units per Paramount Home Video. Ambdós episodis es van incloure en un sol disc òptic de 12 polzades de doble cara, amb una banda sonora Dolby Surround.